# Kim In-seo
Kim In-seo (11 de enero de 1984) es una actriz surcoreana. Conocida por su interpretación de Se-jung en la película I Saw the Devil.

## Carrera
Conocida por su interpretación de Se-jung en la película de acción I Saw the Devil, la cual fue censurada tres veces para obtener una calificación adulta en Corea del Sur.
También ha participado en otras películas coreanas como Children y Goodbye Mom y series como Shut Up Flower Boy Band,Vampire Prosecutor, Please Come Back, Soon-ae y The Musical.